# Henry H. Arnhold
Henry H. Arnhold, anglisiert aus ursprünglich Heinrich-Hartmut Arnhold, vollständig Heinrich-Hartmut Richard Gustav Arnhold (* 15. September 1921 in Dresden; † 23. August 2018 in New York City) war ein US-amerikanischer Bankier deutscher Herkunft, Sammler und Mäzen.

## Leben
Arnhold stammte aus der Dresdner Bankiersfamilie Arnhold. Als eines von fünf Kindern von Heinrich Arnhold und seiner Frau Lisa, geborene Mattersdorff, wuchs er zunächst in der Villa der Familie in der Dresdner Tiergartenstraße auf und besuchte die Kreuzschule. Nach dem Tod seines Vaters 1935 und unter dem Eindruck der sich verschärfenden Judenverfolgung, der das Bankhaus durch „Arisierung“ zum Opfer fiel, kam er 1936 in ein Schweizer Internat. Zu Beginn des Zweiten Weltkriegs war er zu Besuch bei einem Schulfreund in Norwegen. Er blieb zunächst dort. Nach der Besetzung Norwegens durch deutsche Truppen wurde er vorübergehend verhaftet, kam aber frei und schaffte es, über Schweden und Kuba im April 1942 in die USA zu gelangen, wohin seine restliche Familie inzwischen über Portugal und Brasilien emigriert war.
Er studierte an der University of California in Los Angeles und trat dann in das in New York neu aufgestellte Familienunternehmen, die Investmentbank Arnhold & S. Bleichroeder ein, die er ab 1960 als Chairman leitete.
Arnhold verstarb wenige Wochen vor Vollendung seines 97. Lebensjahrs in New York City.

## Engagement

### In den USA
Henry Arnhold war Präsident der Arnhold Foundation, die vor allem Tierschutz, Bildung und Kunst unterstützt. Er gehörte verschiedenen beratenden Institutionen zur US-Außenpolitik und zur deutsch-amerikanischen Zusammenarbeit an, wie dem American Council on Germany, Council on Foreign Relations, Foreign Policy Association und dem National Committee on American Foreign Policy. Er war seit 1985 Mitglied im Stiftungsrat (Trustee) der New School und Vorstandsmitglied (Director) bei Conservation International. 1993 gründete er zur Erinnerung an seinen Bruder, den Kinderarzt Rainer Arnhold, die Mulago-Stiftung, die global Projekte zur Überwindung von Armut unterstützt.

### In Dresden
Nach der Wende engagierte er sich erheblich in seiner Heimatstadt Dresden. Er ermöglichte einen Austausch zwischen der Technischen Universität Dresden und der New School in New York und unterstützte den Wiederaufbau der Frauenkirche, den Bau der Neuen Synagoge und die Kunstsammlungen Dresden. Zur Erinnerung an seine Eltern und ihre Diskussionsabende stiftete er 2001 eine Vortrags- und Diskussionsreihe, die gemeinsam mit der American Academy in Berlin vom Dresden Heritage e. V. veranstaltet wird und den Namen Lisa and Heinrich Arnhold Lecture trägt. Die Veranstaltungen finden zweimal im Jahr statt. An der Palucca Schule Dresden stiftete er zur Erinnerung an seine Schwester Esther (1918–2000), die bis 1937 Schülerin der Schule gewesen war, das Esther-Arnhold-Seligmann-Stipendium. 2012 fand erstmals die „Henry Arnhold Dresden Summer School“ statt, die seit 2014 jährlich veranstaltet und von der Technischen Universität Dresden gemeinsam mit Dresdner Kultureinrichtungen wie den Staatlichen Kunstsammlungen, dem Deutschen Hygiene-Museum und der Sächsischen Landesbibliothek – Staats- und Universitätsbibliothek durchgeführt wird.

## Sammlung Meißner Porzellans

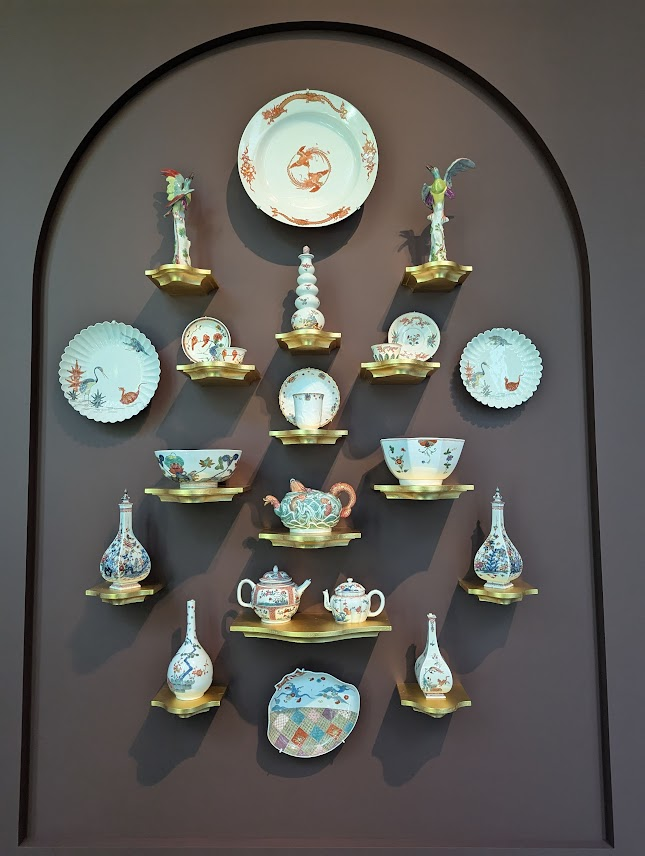
Stücke aus der Sammlung Arnhold in der Frick Collection (2025)

Henrys Mutter Lisa Arnhold war es gelungen, die von ihr und Heinrich Arnhold ab 1926 aufgebaute Sammlung von Meißener Porzellan mit Spitzenstücken aus den Anfangsjahren der Manufaktur ins Exil zu retten. Zu diesem Zeitpunkt umfasste sie etwa 270 Stücke. Die Geschwister einigten sich, dass Henry die Sammlung zusammenhalten und ergänzen sollte. Daraus entstand eine der weltweit wichtigsten Privatsammlungen Meißener Porzellans der Jahre bis 1750. Arnhold versprach die Sammlung als Schenkung der Frick Collection, die dafür 2011 eigens den Portikus des Ausstellungsgebäudes verglasen und einrichten ließ.

## Ehrungen
Seit 2004 war Arnhold Mitglied der American Academy of Arts and Sciences.
Am 25. Mai 2011 wurde Henry Arnhold, wie schon sein Großvater, Vater und Onkel, mit der Verleihung der Ehrensenatorwürde der Technischen Universität Dresden geehrt.
Die Kunstsammlungen Dresden ehrten ihn zu seinem 90. Geburtstag mit einer Festveranstaltung Dresden-New York.
Am 19. April 2013 erhielt Arnhold in New York den Sächsischen Verdienstorden, die höchste Auszeichnung Sachsens.